# Poynting
Poynting（ポインティング）とは、富士通が開発したFDTD法による電磁場解析シミュレーションソフトウェアである。コンピュータ・クラスターを用いた並列計算が可能である。